# Новиков, Яков Александрович
Яков Александрович Новиков (фр. Jacques Novicow; 29 сентября [11 октября] 1849, Константинополь — 21 мая [3 июня] 1912, Одесса) — российский социолог и экономист, а также предприниматель.

## Биография

### Личная и семейная жизнь
Новиков родился в семье потомственных русских купцов, его отец, Александр Яковлевич Новиков, был успешным предпринимателем, расширившим и модернизировавшим производство своего деда, брянского купца, Ильи Новикова.
Дружил с Вильфредо Парето, приезжая в Лозанну, общался с ним, что не помешало Парето подвергнуть критике концепцию его друга в одной из статей.
Был женат на Ростовцевой Александре Николаевне — дочери графа Ростовцева Николая Яковлевича, которая после смерти мужа перебралась из Одессы в Санкт-Петербург.
Яков Новиков был потомственным почетным гражданином Одессы и похоронен на старом кладбище Одессы.

### Образование
Он окончил юридический факультет Новороссийского университета, в котором в дальнейшем преподавал.
Его дед, Яков Ильич Новиков, опекал строительство новых корпусов Ришельевского лицея (немного позднее, с 1865 года — Новороссийский (Одесский) университет).

### Карьера
Работал в составе Тарифной комиссии по подготовке Таможенного тарифа 1892 года, как представитель Одесского биржевого комитета активно полемизировал с Менделеевым и другими.
Возглавлял фритрейдеров на Торгово-промышленном съезде 1896 года. В Вольном экономическом обществе прочёл доклад «Экономисты и потекционисты», был членом городской Торговой Палаты, Председателем Строительной комиссии Купеческой Палаты (1899), членом строительной субкомиссии биржи, принимал участие в земском движении, Председателем Правления Кредитного Общества (1898), членом Наблюдательного совета Одесского Городского Кредитного общества (1900-й) Гласным Городской Думы (по избранию от 4 февраля 1905 года на срок 1905—1909, избран и на следующий срок, на 1909—1913). В 1905 г. был делегатом херсонского земства на Земском съезде в Москве.

### Благотворительность
Подарил церковной гостинице Одесских Афонских подворий свой участок земли на Пантелеймоновской улице.

## Научная деятельность
Издав два небольших сочинения на русском языке, Новиков полностью перешёл в своих сочинениях на французский язык и в дальнейшем отстаивал роль французского языка как европейского языка межнационального общения (см., например, его речь 1911 года). В социологии был сначала сторонником органического направления, позднее примкнул к психологической школе; резко критиковал социальный дарвинизм за избыточную примитивизацию общественных процессов и законов. В публицистических трудах выдвигал идею пацифизма.
Как утверждалось в Энциклопедии Брокгауза и Ефрона, сочинения Новикова пользовались большой известностью на Западе и были переведены на разные иностранные языки, издавались в том числе и в 1970-е годы, но в России были очень мало известны. Поэтому он часто находился в зарубежных поездках в Париж.

## Предпринимательство
Владелец одесского канатного завода в четвёртом поколении, созданного одним из его предков, брянским купцом Ильёй Новиковым в 1806 году как производство пеньковых канатов. Сейчас завод называется «Стальканат» и входит в частное акционерное общество "Производственное Объединение «Стальканат-Силур» является крупнейшим предприятием Украины по производству метизной продукции (канаты, проволока, пряди, фибра, сетка, стропы).